# Reif (Rennwagen)
Reif war nach dem  Zweiten Weltkrieg einer der ersten Hersteller von Rennwagen in der damaligen Sowjetischen Besatzungszone, der späteren DDR.

## Geschichte
Bereits vor dem Krieg hatte Erich Reif, Jahrgang 1900, die BMW-Vertretung in Chemnitz besessen. Mit Unterstützung von Personal aus dem BMW-Werk in Eisenach konnte er in seinem Betrieb unmittelbar nach dem Krieg eine kleine Anzahl von Wettbewerbsfahrzeugen auf Basis des BMW 328 produzieren, die aufgrund ihrer Bauweise sowohl bei Sportwagen-Rennen als auch in der Formel 2 eingesetzt werden konnten. Erich Koch, der Versuchsingenieur des Eisenacher Werks, kümmerte sich dabei um das Frisieren der Motoren, während die Karosserien von Oberingenieur Georg Hufnagel angefertigt wurden.
Eines der Autos bekam der West-Berliner Rennfahrer Helmut Niedermayr, der damit – mittlerweile mit einem Veritas-Meteor-Motor unter der Haube – 1952 bei einem Unfall auf dem Grenzlandring die größte Katastrophe der deutschen Motorsportgeschichte mit mindestens 13 Toten und 42 Verletzten auslöste.
Ein weiterer Rennwagen wurde 1950 für Rudolf „Rudi“ Krause gebaut, der damit 1952 beim Großen Preis von Deutschland auf dem Nürburgring, einem Lauf zur Automobil-Weltmeisterschaft, startete, das Rennen aber vorzeitig aufgeben musste.
Im Zug der Sozialisierung in der DDR musste die Firma Reif KG später in eine Produktionsgenossenschaft des Handwerks (PGH) umgewandelt werden, wobei Erich Reif zum Vorsitzenden gewählt wurde. Er starb 1975.